# Rajd Krakowski 1992
Rajd Krakowski 1992 – 17. edycja Rajdu Krakowskiego. Był to rajd samochodowy rozgrywany od 10 do 11 kwietnia 1992 roku. Była to druga runda Rajdowych Samochodowych Mistrzostw Polski w roku 1992. Rajd składał się z dwudziestu odcinków specjalnych (odwołano czternaście odcinków specjalnych).
Rajd został przerwany po dziewiątym odcinku specjalnym, na wiadomości o wypadku na piątym odcinku specjalnym. Tam załoga z numerem siódmym       Marek Sadowski i Maciej Hołuj jadąca Mazdą 323 GTX wypadła z trasu i wpadła w grupę kibiców. W wyniku tego zdarzenia dwoje kibiców zmarło, a kilku zostało rannych.   

## Wyniki końcowe rajdu[2]
| Miejsce | Kierowca            | Pilot                | Samochód                    | Czas  | Strata | Grupa Klasa |
| ------- | ------------------- | -------------------- | --------------------------- | ----- | ------ | ----------- |
| 1       | Marian Bublewicz    | Ryszard Żyszkowski   | Ford Sierra RS Cosworth 4x4 | 39:06 | -      | A-9         |
| 2       | Andrzej Koper       | Maciej Wisławski     | Volkswagen Golf II GTi 16V  | 41:40 | +2:34  | A-9         |
| 3       | Romuald Chałas      | Zbigniew Atłowski    | Mazda 323 4WD               | 43:42 | +4:36  | A-9         |
| 4       | Marek Gieruszczak   | Maciej Maciejewski   | Toyota Celica GT-4          | 42:21 | +3:15  | A-9         |
| 5       | Saulius Girdauskas  | Zilvinas Sakalauskas | Lada Samara 2108            | 43:27 | +4:21  | A-7         |
| 6       | Robert Herba        | Jakub Mroczkowski    | Nissan Sunny GTI-R          | 44:02 | +4:56  | N-5         |
| 7       | Wiesław Stec        | Artur Skorupa        | Mitsubishi Galant VR-4      | 44:18 | +5:12  | N-5         |
| 8       | Vitautas Sabataitis | Sarunas Liesis       | Lada Samara 2108            | 44:24 | +5:18  | A-7         |
| 9       | Maciej Kołomyjski   | Sławomir Łuba        | Opel Kadett GSI             | 44:43 | +5:37  | N-4         |
| 10      | Jerzy Dyszy         | Jerzy Substyk        | Opel Kadett GSI 16V         | 44:44 | +5:38  | N-4         |
| 11      | Jerzy Pajdak        | Witold Sadowski      | Opel Kadett GSI 16V         | 44:44 | +5:38  | N-4         |
| 12      | Piotr Kufrej        | Jarosław Baran       | Toyota Corolla GT           | 45:07 | +6:01  | A-7         |
| 13      | Waldemar Doskocz    | Bogusław Wierzbiński | Volkswagen Golf II GTi 16V  | 45:09 | +6:03  | N-4         |

1. 1 2 3  Nieliczony w klasyfikacji RSMP